# South Coventry (Connecticut)
South Coventry – jednostka osadnicza w Stanach Zjednoczonych, w stanie Connecticut, w hrabstwie Tolland.